# The Sword (Kurzgeschichte)
The Sword ist eine Kurzgeschichte des britischen Schriftstellers Roald Dahl (1916–1990). Sie wurde in dieser Fassung nur in der amerikanischen Zeitschrift The Atlantic Monthly im August 1943 veröffentlicht. Eine deutsche Übersetzung dieser Kurzgeschichte ist bisher nicht erschienen. Jedoch wurde in Deutsch 1988 eine überarbeitete und abgeänderte Version in Dahls autobiografischem Werk Im Alleingang (Originaltitel Going Solo von 1986) veröffentlicht. In der Episode Mdisho, der Mwanumwezi wird neben weiteren Veränderungen aus Dahls älterem Diener Salimu aus der 1943er Version nun der jüngere Mdisho.

## Handlung
In der Kurzgeschichte The Sword kauft Dahl ein schönes Schwert von einem der vielen Schiffe, die in jedem September mit Handelswaren beladen mit den Monsunwinden in Afrika ankommen. Zu Hause zeigt er dieses Schwert seinem Hausdiener Salimu, einem Massai, und erklärt ihm, wie man es reinigt und pflegt. Als später Großbritannien dabei ist, Deutschland den Krieg zu erklären, wird Dahl beauftragt, mit einem Trupp Einheimischer die Hauptzufahrtsstraße vor Daressalam zu bewachen. Bevor er zu seiner Mission aufbricht, berichtet er Salimu noch, dass Tansania bald in einen Krieg mit den Deutschen verwickelt sein werde. Diese würden versuchen, einen jeden zu töten.
Nach erfolgreicher Mission kehrt Dahl ein paar Tage später nach Hause zurück. Salimu und das Schwert sind nicht mehr da. Salimu kehrt später in der Nacht schweißgebadet zurück und schwingt das nun blutverschmierte Schwert. Er erzählt, wie er vom Krieg gegen die Deutschen gehört hatte und seinem Volk helfen wollte. Salimu erinnerte sich an einen reichen Deutschen, der jenseits der Hügel wohnt. Er nahm daraufhin das Schwert und rannte vier Stunden durch den Dschungel zum Haus des Deutschen, stürmte hinein und köpfte den Deutschen, der im Schlafanzug an seinem Schreibtisch saß, mit dem Schwert. Anschließend rannte Salimu triumphierend und stolz den ganzen Heimweg zurück.